# Eidebukta
Eidebukta est une localité du comté de Nordland, en Norvège.

## Géographie
Administrativement, Eidebukta fait partie de la kommune de Sortland.